# Ротарија (Јаши)
Ротарија (рум. Rotăria) насеље је у Румунији у округу Јаши у општини Чортешти. Oпштина се налази на надморској висини од 250 m.

## Становништво
Према подацима из 2002. године у насељу је живело 424 становника, од којих су сви румунске националности.